# Accidente aéreo del club Palmas Futebol e Regatas
El accidente aéreo de Palmas fue un vuelo nacional brasileño en el que participó el equipo de Palmas Futebol e Regatas que volaba desde la pista de aterrizaje privada en Luzimangues hasta el Aeropuerto Internacional de Goiânia, donde se enfrentarían a Vila Nova por la Copa Verde. En las redes sociales del equipo se compartieron imágenes de la última sesión de entrenamiento realizada en Tocantins el día anterior al accidente. El partido estaba previsto para las 16 horas del día siguiente, en Goiânia. Pero el propio Vila Nova emitió una nota lamentando el accidente y afirmando que colaborará para posponer la salida. Horas después del evento CBF anunció el aplazamiento del partido de Palmas que enfrentaría a Vila Nova en Goiás, el partido era válido para la Copa Verde.

## Víctimas
El accidente victimizó al portero del club Ranule Gomes dos Reis, de 27 años, al lateral izquierdo Lucas Praxedes, de 23, al defensa Guilherme Noé, de 28, al volante Marcus Molinari, también de 23, al comandante de la aeronave Wagner Machado Júnior y al gerente y presidente del equipo. Lucas Meira, de solo 32 años.